# Rhipidomys leucodactylus
Rhipidomys leucodactylus är en däggdjursart som först beskrevs av Johann Jakob von Tschudi 1844.  Rhipidomys leucodactylus ingår i släktet Rhipidomys och familjen hamsterartade gnagare. IUCN kategoriserar arten globalt som livskraftig. Inga underarter finns listade i Catalogue of Life.
Arten lever i norra Amazonområdet och i angränsande regioner. Den vistas i fuktiga skogar i låglandet och klättrar i träd.